# Paul Käser
Paul Käser fue un deportista suizo que compitió en remo. Ganó seis medallas en el Campeonato Europeo de Remo entre los años 1923 y 1931.

## Palmarés internacional
| Campeonato Europeo | Campeonato Europeo     | Campeonato Europeo | Campeonato Europeo |
| Año                | Lugar                  | Medalla            | Prueba             |
| ------------------ | ---------------------- | ------------------ | ------------------ |
| 1923               | Como (Italia)          | Medalla de plata   | Ocho con timonel   |
| 1925               | Praga (Checoslovaquia) | Medalla de oro     | Ocho con timonel   |
| 1926               | Lucerna (Suiza)        | Medalla de plata   | Cuatro con timonel |
| 1927               | Como (Italia)          | Medalla de plata   | Cuatro con timonel |
| 1930               | Lieja (Bélgica)        | Medalla de plata   | Cuatro sin timonel |
| 1931               | París (Francia)        | Medalla de bronce  | Cuatro con timonel |